# Kazan Arena
La Kazan Arena (in russo Казань Арена?, Kazan' Arena; in tataro Казан Арена, Kazan Arena), conosciuta come Ak Bars Arena (in russo Ак Барс Арена?; in tataro Ак Барс Арена) per ragioni di sponsorizzazione, è uno stadio della città di Kazan' in Russia. Ospita le partite casalinghe del Rubin e ha preso il posto del vecchio Stadio Centrale di Kazan'.
Lo stadio è stato utilizzato come sede delle gare di nuoto e nuoto sincronizzato ai Campionati mondiali di nuoto 2015, con due piscine temporanee costruite all'interno del campo.
Lo stadio è stato utilizzato nei Mondiali 2018.

## Caratteristiche

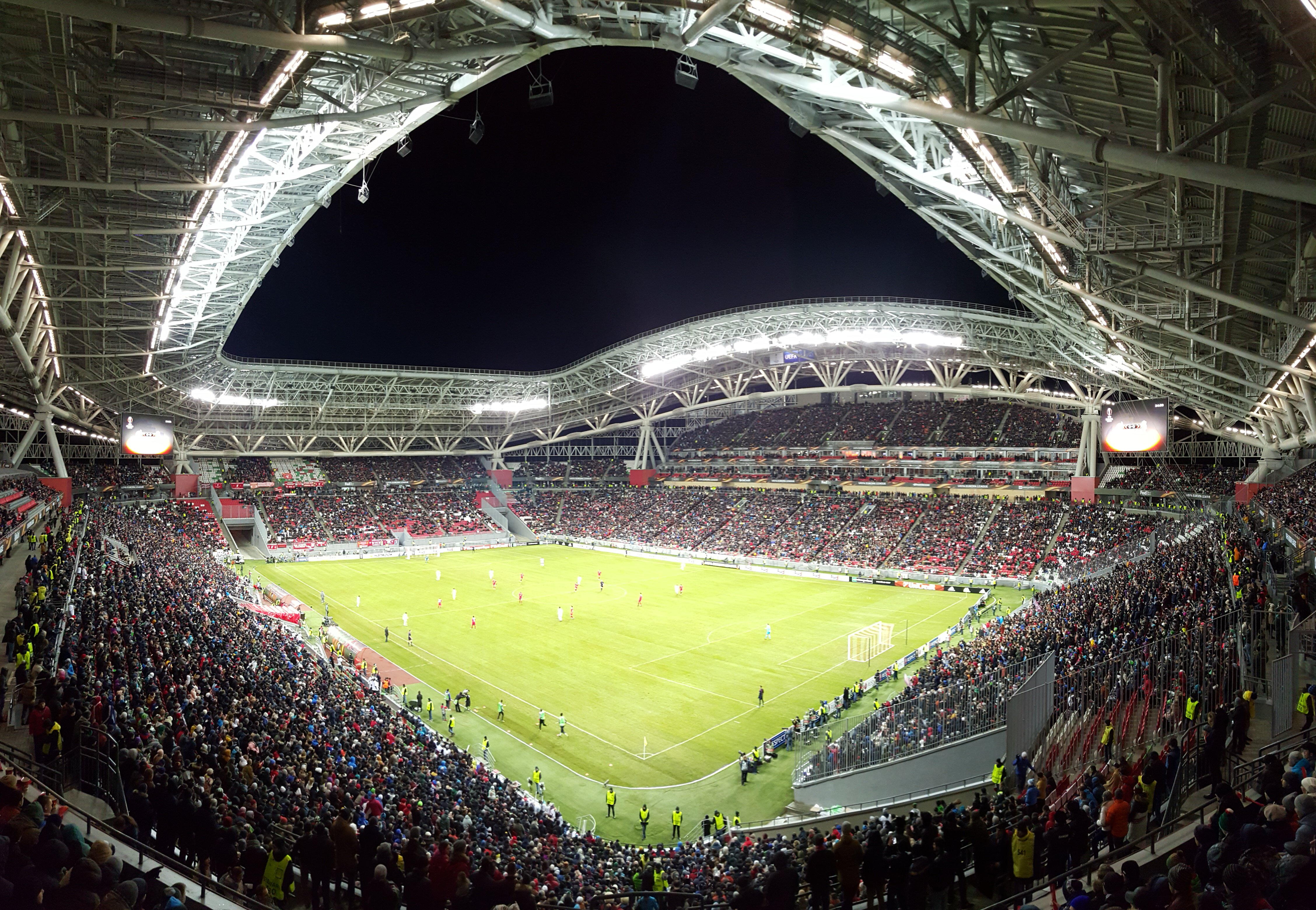
Interni della Kazan Arena

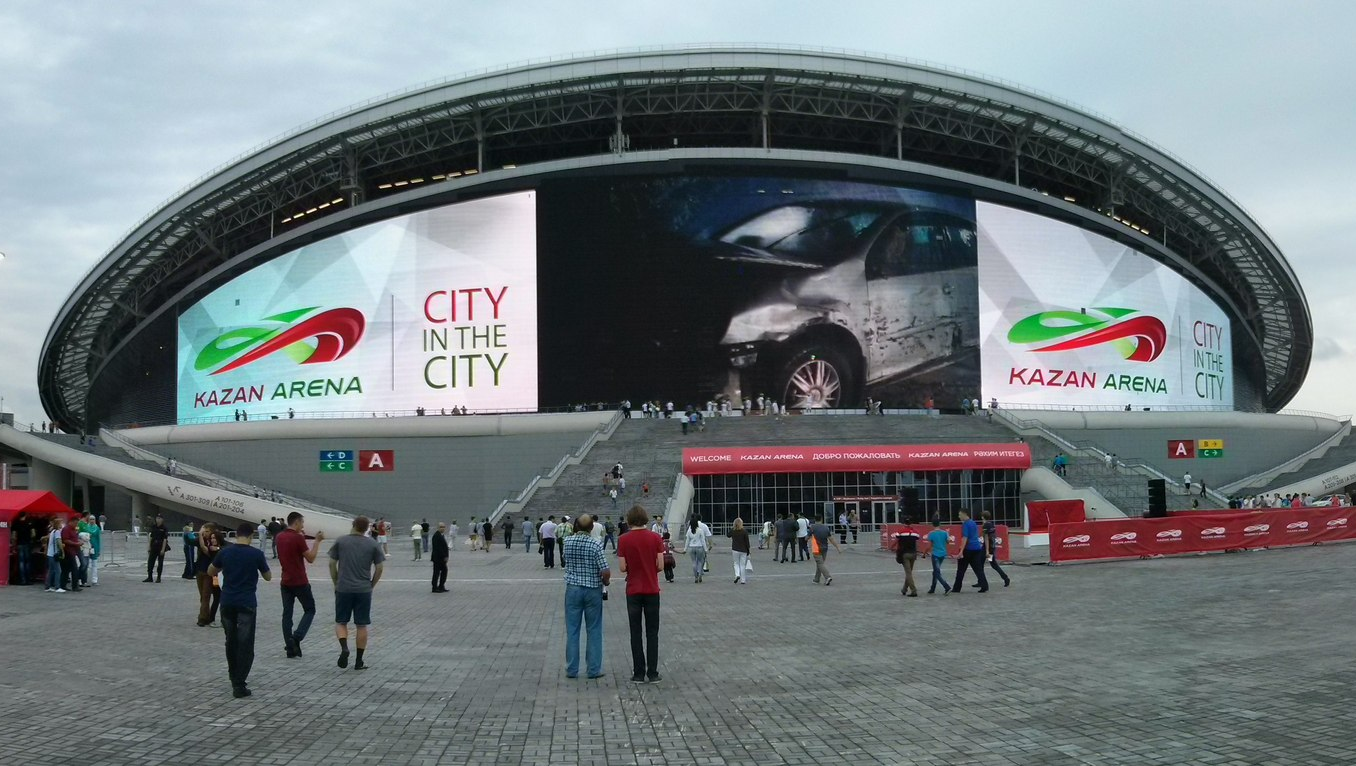
Vista del maxischermo

La Kazan Arena è dotata del più grande maxischermo su stadio, con una superficie di 3700 m^2, risoluzione 6272 x 1080 pixel e portata di visibilità di 2-3 km.
- Copertura: totale
- posti a sedere: 42873
- Tribuna VIP: ?
- Tribuna stampa: ?
- Capacità totale: 42873
- Parcheggio auto: 6285 (totale)
- Parcheggio autobus: ?
- Superficie schermo: 3700

## Inaugurazione
L'impianto è stato inaugurato nell'estate 2013.

## FIFA Confederations Cup 2017
| Data           | Ora (CET) | Squadra #1 | Ris.            | Squadra #2 | Fase del torneo | Spettatori |
| -------------- | --------- | ---------- | --------------- | ---------- | --------------- | ---------- |
| 18 giugno 2017 | 18:00     | Portogallo | 2 - 2           | Messico    | Girone A        | 34 372     |
| 22 giugno 2017 | 21:00     | Germania   | 1 - 1           | Cile       | Girone B        | 38 222     |
| 24 giugno 2017 | 18:00     | Messico    | 2 - 1           | Russia     | Girone A        | 41 585     |
| 28 giugno 2017 | 21:00     | Portogallo | 0 - 0 (0-3 dcr) | Cile       | Semifinali      | 40 855     |

## Coppa del Mondo FIFA 2018
| Data           | Ora   | Squadra #1    | Ris.  | Squadra #2 | Fase del torneo  | Spettatori |
| -------------- | ----- | ------------- | ----- | ---------- | ---------------- | ---------- |
| 16 giugno 2018 | 13:00 | Francia       | 2 - 1 | Australia  | Girone C         | 41 279     |
| 20 giugno 2018 | 21:00 | Iran          | 0 - 1 | Spagna     | Girone B         | 42 718     |
| 24 giugno 2018 | 21:00 | Polonia       | 0 - 3 | Colombia   | Girone H         | 42 873     |
| 27 giugno 2018 | 17:00 | Corea del Sud | 2 - 0 | Germania   | Girone F         | 41 835     |
| 30 giugno 2018 | 17:00 | Francia       | 4 - 3 | Argentina  | Ottavi di finale | 42 873     |
| 6 luglio 2018  | 21:00 | Brasile       | 1 - 2 | Belgio     | Quarti di finale | 42 873     |